# Dobrzyński (Overture to ‘Monbar’ • Piano Concerto • Symphony no.2 ‘Characteristic’)
Dobrzyński – Uwertura do opery 'Monbar, czyli Flibustierowie', Koncert As-dur na fortepian i orkiestrę, Symfonia c-moll nr 2 'Charakterystyczna' – album muzyki klasycznej z dziełami Ignacego Feliksa Dobrzyńskiego w wykonaniu Polskiej Orkiestry Radiowej (Polish Radio Symphony Orchestra) pod batutą Łukasza Borowicza i z udziałem pianisty Emiliana Madeya. Światowe wydanie albumu odbyło się w 2013 r. pod szyldem wytwórni Chandos. Płyta została nominowana do Fryderyka 2014 w kategorii "Najlepszy Album Polski Za Granicą".

## Wykonawcy
- Emilian Madey – fortepian
- Polish Radio Symphony Orchestra (Polska Orkiestra Radiowa)
  - Sylwia Mierzejewska – prowadząca
- Łukasz Borowicz – dyrygent

## Lista utworów

### CD1
1. Overture to 'Monbar, or The Filibusters', Op. 30 (Monbar, czyli Flibustierowie) (1836-38) 10:44
2. Allegro moderato 17:55
3. Andante espressivo 10:04
4. Rondo: Vivace ma non troppo (Cadenza by E. Madey) 12:35

- 2-4: Concerto for Piano and Orchestra, Op. 2 (1824) In As-Dur/ In a Flat major/ En la bémol majeur [zrekonstrowany i opracowany przez Krzysztofa Baculewskiego] 40:33

### CD2
- nagrania premierowe 1-4: Symphony No. 2, Op. 15 'Characteristic' (1834, rewizja 1862) In C minor/ In c-Moll/ En ut mineur 36:24

1. Andante sostenuto – Allegro vivace 13:33
2. Elegia: Andante doloroso ma non troppo lento 6:55
3. Minuetto alla Mazovienna: Allegro ma non troppo – Trio 8:42
4. Finale alla Cracovienna: Vivace assai – Presto – Prestissimo 7:22
5. Original slow movement of Symphony No. 2. Andante grazioso (1834 original version) 8:39